# Stephanie Van Houtven
Stephanie Van Houtven (Wilrijk, 3 januari 1983 – Borgerhout, 24 juli 2023) was een Belgisch politica voor sp.a. Tussen 2015 en 2019 was ze ondervoorzitter van de partij.

## Levensloop
Stephanie van Houtven studeerde hedendaagse geschiedenis aan de Vrije Universiteit Brussel (2001-2005) en studeerde af met een verhandeling getiteld Een studie naar de buurt en haar conflictregulerende werking: de Antwerpse Seefhoek anno 1879. In 2006 behaalde ze een Master in Urban History aan het Centre for Urban History, verbonden aan de University of Leicester (Groot-Brittannië). Van oktober 2006 tot 2011 was ze verbonden als aspirant van het Fonds voor Wetenschappelijk Onderzoek aan de vakgroep geschiedenis van de VUB.
In 2013 werd Van Houtven districtsschepen van cultuur in Borgerhout. Op 1 januari 2016 werd ze in opvolging van Marij Preneel en conform afspraken gemaakt tijdens de coalitiebesprekingen, halverwege de legislatuur voorzitter van het districtscollege van Borgerhout. Ze was tevens verantwoordelijk voor cultuur en feestelijkheden, mobiliteit, burgerlijke stand en de Reuzenstoet. Na de districtsraadsverkiezingen in 2018 werd Marij Preneel opnieuw voorzitter van het college en werd Van Houtven schepen van cultuur, erfgoed, feestelijkheden, mobiliteit, participatie, openbaar domein, communicatie en buurt Moorkensplein. 
Naast haar politieke functies was Van Houtven van februari 2013 tot oktober 2014 Nederlandstalig woordvoerster van Jean-Pascal Labille. In 2015 werd ze als running mate van John Crombez verkozen als ondervoorzitter van sp.a. In hun intentieverklaring legden ze de nadruk om als socialistische partij terug te keren naar de essentie: 'Een partij van de straat'. In 2019 nam ze niet deel aan de regionale en federale verkiezingen en in augustus 2019 kondigde ze haar vertrek uit de politiek aan. In januari 2020 begon ze te werken als Programme Director Climate bij The Democratic Society, een Europese ngo die focust op de innovatie van democratische processen.
Eveneens in januari 2020 kreeg ze te horen dat ze leed aan baarmoederhalskanker, een diagnose die onverwacht kwam omdat ze steeds negatieve uitstrijkjes had gehad. Ondanks een behandeling werd haar in maart 2022 meegedeeld dat de kanker nooit weggeweest is en dat dokters geen hoop meer hadden op herstel. Door de getuigenis van Van Houtven kwam in de media aan bod dat een uitstrijkje geen sluitende manier is om baarmoederhalskanker te detecteren, maar dat hoewel er sinds 2019 een politiek akkoord is over de veel betrouwbaardere HPV-test, er nog geen akkoord was over het financieren ervan, waardoor bij vrouwen de diagnose te laat werd gesteld.
Eind juli 2023 is ze in haar woonplaats Borgerhout aan de gevolgen van deze ziekte overleden op 40-jarige leeftijd.
Vanaf 2025 is de betrouwbaardere HPV-test bij 30-plussers wel de standaardtest voor HPV in België, een maatregel die toegeschreven wordt aan de getuigenis van Van Houtven.
Stefanie had als totem een pimpelmees. Aan de westelijke ingang vanaf de Buurtspoorweglei naar Spoor Oost kreeg ze een monument.